# Ducato di Albemarle
Il Ducato di Albemarle fu creato due volte nel Peerage of England ed entrambe le volte si estinse.
Fu creato anche una terza volta da Giacomo II, mentre era in esilio, e concesso a Henry FitzJames, tuttavia questa non è considerata una vera linea dinastica.

## Duchi di Albemarle, prima creazione (1397)
- Edward 1° di Albemarle (1373–1415)

## Duchi di Albemarle, seconda creazione (1660)
- George Monck, I duca di Albemarle (1608–1670)
- Christopher Monck, II duca di Albemarle (1653–1688)